# Bruno Contrada
Bruno Contrada est un fonctionnaire, agent secret et policier italien, né à Naples le 2 septembre 1931. 

## Biographie
Bruno Contrada a été directeur général de la police d'État, numéro trois du SISDE, chef de la Squadra mobile de Palerme et chef de la section sicilienne de la Direction centrale de la police criminelle (Criminalpol). 
Son avancement dans la hiérarchie policière se fait en parallèle avec la prise de pouvoir dans le sang du clan des Corleonesi dans les années 1970 et 1980. Il a été notamment en charge des assassinats par Cosa nostra du président de la région sicilienne Piersanti Mattarella, du juge Cesare Terranova et du secrétaire provincial démocrate-chrétien Michele Reina.
Sur la base des déclarations de quatre mafieux repentis (Tommaso Buscetta, Francesco Mannoia, Gaspare Mutolo et Giuseppe Marchese), il est suspecté de liens avec les clans mafieux siciliens et arrêté dans la nuit du 23 au 24 décembre 1992. Il aurait joué l'intermédiaire entre Cosa nostra et les services corrompus de l’État italien, freinant les enquêtes contre les parrains siciliens et les investigations sur les crimes comme l'assassinat du commissaire Boris Giuliano. Déjà en 1989, quand le juge antimafia Giovanni Falcone échappe à un attentat dans une villa d'Addaura, il indique aux enquêteurs son sentiment que Contrada est impliqué, mais celui-ci n'est pas inquiété. 
Condamné en première instance en avril 1996, et acquitté en appel, il est définitivement condamné en 2007 à 10 ans de prison pour complicité extérieure à une association mafieuse. La Cour européenne des droits de l'homme condamné l'Italie, le 14 avril 2015, jugeant que l'infraction de concours externe en association mafieuse ne pouvaient être retenue pour des faits antérieurs à 1994.